# Burg Scharzfels
Die Burg Scharzfels ist die Ruine einer mittelalterlichen Befestigungsanlage im Harz zwischen Scharzfeld und Bad Lauterberg im niedersächsischen Landkreis Göttingen.
Seit ihrer Errichtung im 10. Jahrhundert galt sie als uneinnehmbare Festung. Die Burg wurde erst während des Siebenjährigen Kriegs 1761 nach einer Belagerung erobert und gesprengt.

## Geographische Lage
Die Burgruine Scharzfels befindet sich östlich des Ortsteils Scharzfeld der Stadt Herzberg am Harz. Sie liegt in einem Waldgebiet auf einem etwa 376 m ü. NHN hohen Bergrücken etwa 150 Meter über dem Tal der Oder. Ihre Kernburg ist als Felsenburg auf einem etwa 20 Meter hohen Dolomit-Felsen ausgeführt.
Der Burgruine etwa 400 Meter nordöstlich vorgelagert erhebt sich der felsige Frauenstein (ca. 400 m), der einst die Burg Frauenstein mit einem Beobachtungsturm und einem Vorwerk trug.
Südlich der Burg liegt die 1596 erstmals erwähnte Schandenburg. Es handelt sich um eine Belagerungsschanze mit einem quadratischen Plateau von 20 Meter Kantenlänge, das mit Wall und Graben gesichert ist. Es wird vermutet, dass es sich um den früheren Aufstellungsort einer Blide handelt.

## Baubeschreibung
Von den Befestigungsanlagen der früheren Unter- oder Vorburg sind außer einem Brunnenhaus keine sichtbaren Teile mehr erhalten. Sie verfügte im Mittelalter über ein Torhaus. Das Gelände der Vorburg war früher von Gärten und einem Friedhof umgeben. Das Gelände der Unterburg ist heute eine ebene Terrassenfläche, auf der sich eine Ausflugsgaststätte befindet. Von der Unterburg aus führt eine im 19. Jahrhundert errichtete Zugangstreppe hoch zur Oberburg auf den rund 20 Meter hohen Dolomit-Felsen. Die Burg verfügte nicht über einen Torbau, sondern der Zugang ins Burginnere führte von der Zugangstreppe über eine Zugbrücke in einen in den Fels getriebenen Stollen. Der Felsen hat eine Grundfläche von etwa 20 × 60 Meter. Diese adlerhorstartige Lage mit den senkrecht herabfallenden Felswänden machte die Burg uneinnehmbar. Die steinernen Burgaufbauten sind auf den Felsen gesetzt oder in Zwischenräume gebaut worden. Zeitgenössischen Darstellungen zufolge handelte es sich zumindest um einen Palas und den Bergfried. Weitere Gebäude und Anlagen um den Schlosshof waren das Kommandantenhaus, die Kapelle, das Landdrostenhaus, das Pagenhaus, die Kaserne und die Südwest-Bastion. Von den Gebäuden und der Wehrmauer sind nur noch Bruchstücke erhalten geblieben, die mittlerweile restauriert wurden. Dagegen sind die in den Felsen gehauenen Gänge und Räume noch vorhanden, wie der rund 15 Meter lange Gang, der sich dem Burgzugang anschließt.
Die Oberburg ist seit 2019 wegen Einsturzgefahr gesperrt. Eine Behebung der Schäden ist geplant (Stand: 2024).

## Geschichte
Die Burg Scharzfels wurde wahrscheinlich im 10. oder 11. Jahrhundert errichtet und gehörte in ihrer Frühzeit dem Erzstift Magdeburg. Ihre erste Nennung findet sich in einem Brief von König Otto I. im Jahre 952, in dem er, nebst anderen Gütern, die Burg Scharzfels dem Kloster Pöhlde schenkt. Jedoch blieb die Burg nicht lange im Besitz des Klosters, da sie sich 969 in der Hand der Grafen von Lauterberg befand und nach dem Tode Werner von Lauterbergs an seinen Sohn Bodo weitergegeben wurde. Wie lange anschließend die Burg in den Händen derer von Lauterberg war, ist unklar, jedoch zeugen Urkunden davon, dass sie im 11. Jahrhundert bereits kaiserliches Reichslehen darstellte und auf diese Weise von Heinrich IV. an den Edlen Wittekind von Wolfenbüttel übergeben wurde. Nach dem Tod Wittekinds 1118 fiel die Burg als erledigtes Reichslehen wieder zurück an den Kaiser. Geschichtlich bedeutsam wurde die Burg erst durch jenen späteren Kaiser Lothar von Süpplingenburg, der sie 1131 erwarb und zu einer Reichsfeste machte. Von diesem Kauf zeugt auch die Urkunde, in der die Burg als castrum quoddam Scartuelt schriftlich erwähnt wird. Seither war die Anlage Sitz mehrerer Grafengeschlechter, unter anderem der nach der Burg benannten Grafen von Scharzfeld. Nach deren Erlöschen kam die Burg um 1300 als Lehen des Fürstentum Grubenhagen in den Besitz des Grafen von Hohnstein. Nach dem Aussterben der im Harz ansässigen Linie der Adelsfamilie von Hohnstein 1593 fielen Lehen und Burg an das Haus Grubenhagen zurück. 1596 erbte Herzog Heinrich Julius von Braunschweig-Wolfenbüttel die Festung. Später ging sie in den Besitz des Welfenhauses der Linie Hannover über.
Ab 1856 betrieb König Georg V. von Hannover eine Sicherung und Herrichtung des Bestandes. Der Burgplatz wurde eingeebnet und die große Freitreppe mit dem Tor zur Oberburg neu errichtet.
1901 rief aus Bad Lauterberg Rektor Meyer vom Harz-Kyffhäuser-Turngau die Schlossberg-Turnspiele ins Leben. Daneben lockten in wilhelminischer Zeit Freilichtaufführungen und Ritterspiele im Burghof viele Besucher an.
1959 stürzte der von König Georg V. neu angelegte neogotische Torbau zur Oberburg ein und auch die große steinerne Freitreppe war verfallen. Sie wurde erst 1998 durch die Landesforstverwaltung als Grundeigentümerin der Burg wieder erneuert und mit einem Geländer gesichert. Eine um 1960 aus Beton errichtete Treppe zur Oberburg wurde wieder abgetragen. 1962 entstand auf Betreiben des Harzklub-Zweigvereins Barbis am Standort des alten Gasthauses die heutige Schloss-Gaststätte.
Aus Anlass des 50. Jubiläums des  Élysée-Vertrages und der Wiederkehr des 250. Jahrestages des Friedensschlusses zur Beendigung des Siebenjährigen Krieges zwischen Kurhannover und Frankreich wurde am 15. September 2013 eine Linde (Tilia pacifica) als Friedenslinde gepflanzt.
Heutzutage finden im Sommer auf dem Gelände Burgfeste statt, mit Gottesdienst, geschichtlichen Führungen, Musik oder Vorträgen.

### Festung und Gefängnis

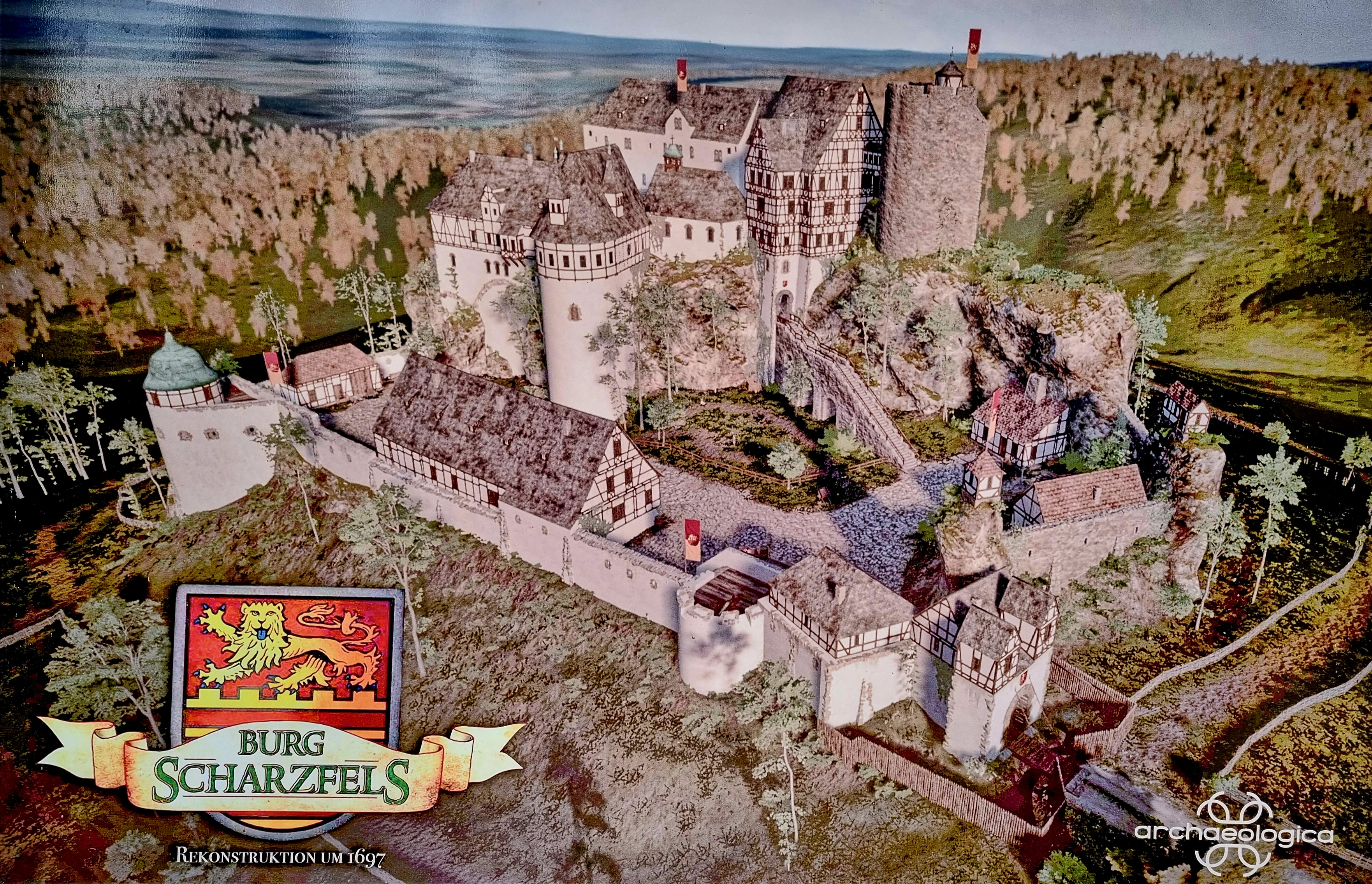
Ansicht der Rekonstruktion der Burg Scharzfels um 1697

1627 kam es zu Ausbauten, bei der die Anlage mit einer Garnison besetzt und stark befestigt wurde. In den Jahrhunderten nach Errichtung der Burg gelang es in Kriegszeiten wie dem Bauernkrieg und dem Dreißigjährigen Krieg keiner fremden Macht, sie einzunehmen. Im 17. Jahrhundert wurde Scharzfels Staatsgefängnis. Ab 1695 saß hier Eleonore von dem Knesebeck (1655–1717) ein, die aus angesehenem Lüneburger Uradel, wenn auch niedrigem Landadel, entstammte. Sie war ab deren Verehelichung im Jahr 1682 die Zofe der Prinzessin Sophie von Ahlden. Zwischen der schutzlosen Sechzehnjährigen, nach Hannover verheirateten Sophie Dorothea und Eleonore entwickelte sich eine freundschaftliche Beziehung, eine Art Mutter-Tochter-Verhältnis und sie war Mitwisserin eines außerehelichen Liebesverhältnisses ihrer Herrin mit dem draufgängerischen Grafen von Königsmarck, bei dem sie als Briefüberbringerin fungierte. Die Familie von Eleonore von dem Knesebeck versuchte immer wieder, ein ordentliches Gerichtsverfahren einleiten zu lassen und bot auch vergeblich eine Kaution von 100.000 Talern. Die Gefangene blieb in einer winzigen Kammer eingesperrt, nur einmal täglich eine alte Wärterin sehend. Ihre Familie bestach schließlich den Dachdecker Veit Rentsch. Dabei wurde Eleonore 1697 mit Hilfe von außen durch eine abenteuerliche Abseilaktion über 20 m abwärts vom hohen Burgfelsen befreit, Körper an Körper gefesselt mit ihrem Retter, der sich mit ihr abseilte. Zuvor hatte er eine Öffnung in die Zimmerdecke der Gefangenen eingebracht und sie mit einem Strick nach oben geholt. Unten wartete ihr Schwager mit einer Handvoll Berittener und brachte sie in Sicherheit. Sie reiste nach Wien, wo sie es schaffte einen kaiserlichen Schutzbrief zu erlangen und fuhr nach Braunschweig. 1717 soll sie in einem Dorf nahe dieser Stadt gestorben sein. Von der Familie ihrer früheren Herrin erhielt sie rund 2.000 Taler zur Unterstützung.
Von 1731 bis 1748 wurde das Schloss nach einem von Georg II. persönlich gebilligten Vorschlag des Amtmanns zu Scharzfels so umgebaut, dass auch acht Gefangene „nach Distinction“ untergebracht werden konnten. Einer der ersten war der hannoversche Pastor Franz Hemme. In den 1740er und 1750er Jahren werden in den Akten die Namen mehrerer Personen von Stand genannt, die dort ihre Strafen verbüßten und für die milde Vollzugsbedingungen galten. So wurde 1756 dem Münzdirektor Spangenberg wegen seiner schwächlichen Gesundheit gestattet, im Beisein einer Wache „zu Zeiten in der Nähe des Schlosses umher zu gehen, um frische Luft zu schöpfen“. Im Jahr 1732 war Christian Böse auf der Burg inhaftiert, bevor ihm die Flucht gelang.

### Eroberung

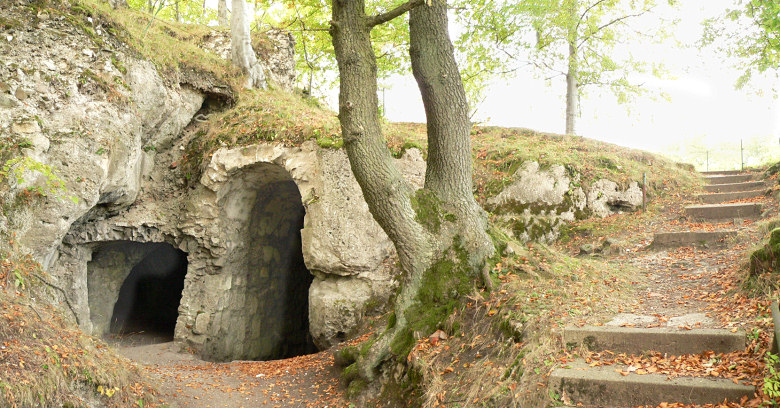
Felsengänge auf der Oberburg

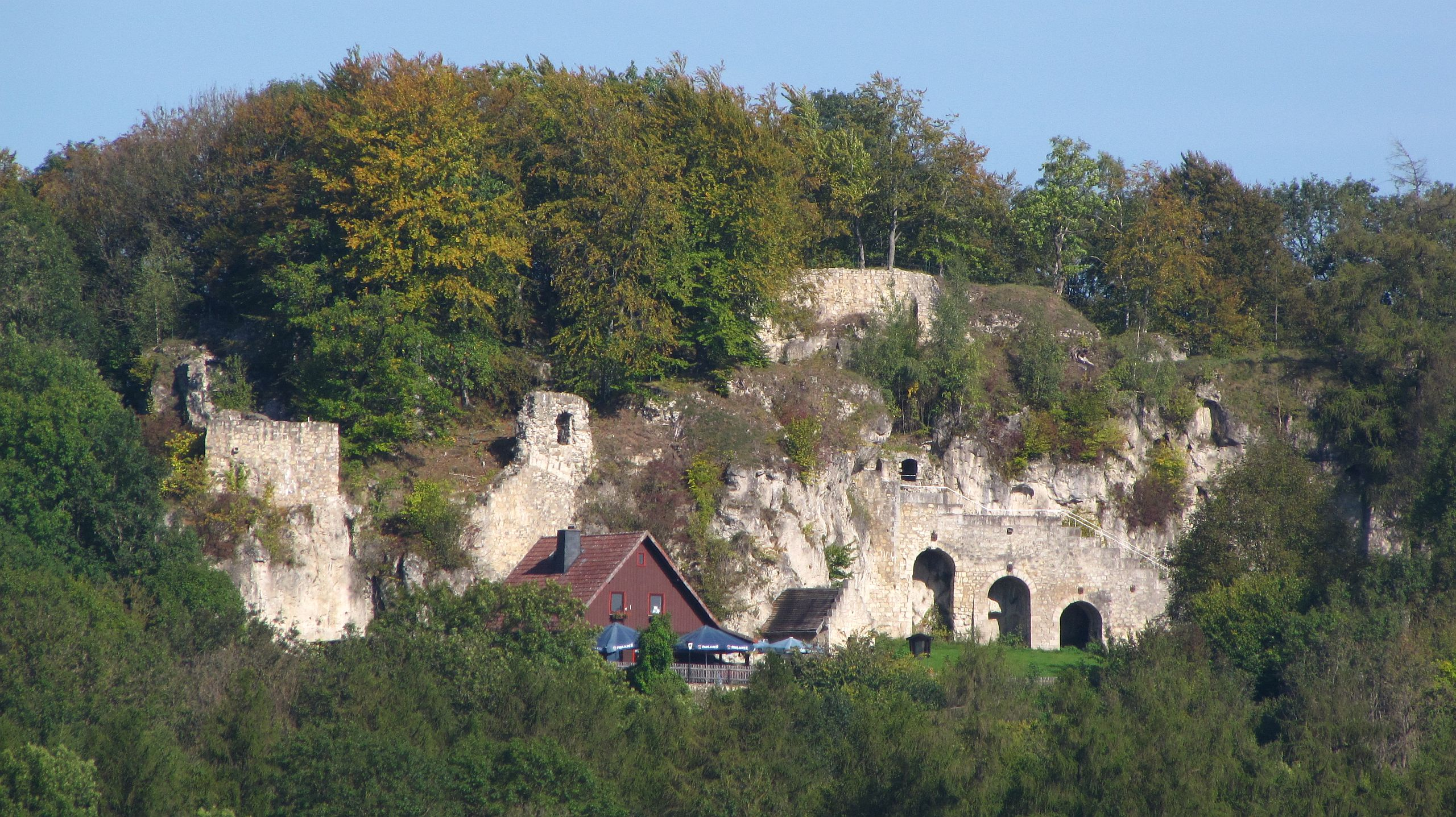
Blick vom Bühberg bei Barbis auf die Burganlage

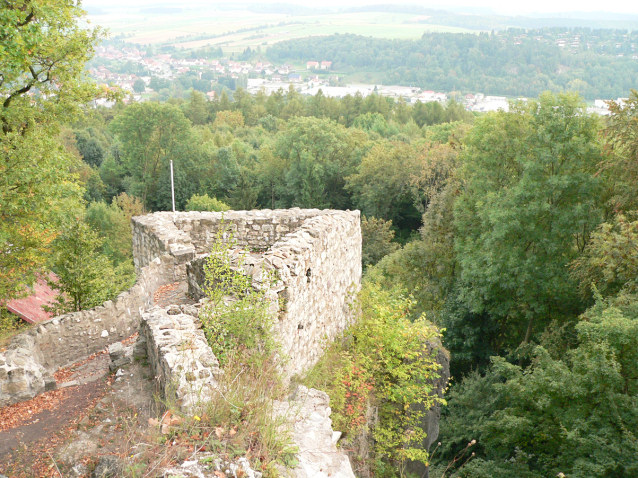
Ausblick über die Wehrmauer nach Barbis

Während des Siebenjährigen Kriegs erschienen 1761 vor Burg Scharzfels französische Truppen in einer Stärke von rund 6000 Mann. Sie verlangten die Übergabe der Burg, die mit 40 Kanonieren, 100 Infanteristen aus dem Harz und 250 Invaliden aus Hannover besetzt war. Als die freiwillige Übergabe verweigert wurde, griffen die Franzosen die Burg mit einem Sturmangriff und durch Beschuss vergeblich an. Durch einen Tipp auf einen verborgenen Pfad zum in der Nähe liegenden Liethberg konnten die Franzosen das Vorwerk Frauenstein durch Beschuss zerstören und von dort auch die Burg beschießen. Nach zehntägiger Belagerung übergab die Besatzung am 25. September 1761 die Burg. Die Einnahme der als uneinnehmbar geltenden Befestigung löste in Paris großen Jubel aus. Die Freude wurde etwas gedämpft, als bekannt wurde, dass die Verteidiger zum großen Teil Invaliden waren. Nach nur viertägiger Besetzung sprengten die Franzosen die Burg und zogen ab, als bekannt wurde, dass Prinz Ferdinand von Braunschweig im Anmarsch auf Scharzfels war. Seither ist die Anlage eine Ruine.

### Burggrafen
- 1215 Burc. v. Scharzfeld[28]

## Wandern und Klettern
Die Burgruine Scharzfels ist als Nr. 151 in das System der Stempelstellen der Harzer Wandernadel einbezogen. Sie liegt am Karstwanderweg. Die Nordseite des Dolomitfelsens wird zum Klettern benutzt.
Auf dem Gelände der Unterburg entstand schon in der 2. Hälfte des 19. Jahrhunderts eine Gastwirtschaft, in der um 1910 auch Hermann Löns oft zu Gast war.
Heute steht hier die Schlossberg-Schutzhütte, eine Ausflugsgaststätte mit Aussichtsterrasse.

## Digitale Rekonstruktion
Auf Initiative der Arbeitsgemeinschaft Burgruine Scharzfels entstand 2018 eine digitale Rekonstruktion der Burg im Zustand um das Jahr 1700, die im Internet abrufbar ist. Das entstandene 3D-Modell kann als 10-minütiger Videofilm als Drohnenflug über die Burg oder mit einer Virtual-Reality-Brille betrachtet werden. Das fotorealistische Modell der Burganlage entstand auf der Basis hochauflösender Laserscandaten des Burgberges, aus denen ein dreidimensionales digitales Geländemodell angefertigt wurde. Die Darstellung der Burg beruht unter anderem auf historischen Konstruktionsplänen aus dem Niedersächsischen Landesarchiv Hannover sowie alten Illustrationen und Stichen der Burg. Ebenso dienten alte Bauakten, die Umbaumaßnahmen dokumentierten, der Rekonstruktion.
Die Kosten der digitalen Rekonstruktion von fast 19.000 Euro übernahmen der Landkreis Göttingen, die Stadt Bad Lauterberg, die Arbeitsgemeinschaft Burg Scharzfels und der Förderverein Deutsches Gipsmuseum und Karstwanderweg. Außerdem wurden LEADER-Mittel eingesetzt.

## Modell der Burg
Von 2021 bis 2023 wurde ein 1,40 m × 2,20 m großes Modell der Burg Scharzfels gebaut. Es entstand auf Grundlage des interaktiven 3D-Modells der Burg Scharzfels sowie digitaler Rekontruktionsdaten. 2024 wurde das Burg-Modell im Museum auf Schloss Herzberg aufgestellt.

## Trivia
Die Deutsche Dampfschifffahrts-Gesellschaft „Hansa“ taufte ab ca. 1890 ihre Schiffe auf den Namen deutscher Burgen, so auch die 1901 bei Wigham & Richardson in Newcastle (England) gebaute Scharzfels (5.648 BRT). Sie lief zuletzt unter japanischer Flagge als Ohkuni Maru, wurde am 31. August 1944 vom US-amerikanischen U-Boot Barb torpediert und ging unter.

## Rezeption
- Wilhelm Raible (* 1833) verfasste 1870 die Historie des Ritters Wilhelm von der Helden auf Burg Scharzfeld, eine Erzählung über einen Ritter und königlichen Bergmann, der im Jahr 1118 der Besitzer der Burg gewesen sein soll. Dieser war nach seiner Trauung mit Emma von Eichenstein mit seiner Gemahlin und seinem Gefolge auf dem Heimweg zurück zur Burg, als sie in einen Hinterhalt gerieten, bei dem die junge Frau entführt werden sollte. In der Geschichte wird auch von dem Burggeist berichtet.[36]
- Der Bauingenieur und Schriftsteller Adolf Francke (* 1844) schrieb den Roman Die Teufelsnacht auf Burg Scharzfels.[37]